# Herzberg (Elster)
Herzberg (Elster) és un municipi alemany que pertany a l'estat de Brandenburg. Es troba a uns 90 km al sud de Berlín, a prop de la frontera amb Saxònia-Anhalt i Saxònia. Limita amb els municipis de Schönewalde, Kremitzaue, Schlieben, Uebigau-Wahrenbrück, Falkenberg (Elster), Beilrode, Großtreben-Zwethau i Annaburg. Comprèn les comunitats d'Arnsnesta, Bicking, Borken, Buckau, Fermerswalde, Friedersdorf, Gräfendorf, Löhsten, Mahdel, Osteroda, Rahnisdorf, Züllsdorf i Kaxdorf.

## Agermanaments
- Büdingen
- Świebodzin
- Dixon (Illinois)
- Soest